# Circuitos en serie y en paralelo

Un circuito de serie con una fuente de voltaje (como una batería, o en este caso una celda) y 3 resistencias.

Los componentes de un circuito eléctrico o electrónico se pueden conectar de muchas maneras diferentes. Los dos más simples de estos se llaman circuito en serie y circuito en paralelo y ocurren con frecuencia. Los componentes conectados en serie están conectados a lo largo de una sola ruta, por lo que la misma corriente fluye a través de todos los componentes. Los componentes conectados en paralelo se conectan a lo largo de múltiples rutas, por lo que se aplica el mismo voltaje a cada componente.
En un circuito en serie, la corriente a través de cada uno de los componentes es la misma, y el voltaje a través del circuito es la suma de los voltajes a través de cada componente. En un circuito en paralelo, el voltaje en cada uno de los componentes es el mismo, y la corriente total es la suma de las corrientes a través de cada componente.
Considere un circuito muy simple que consta de cuatro bombillas y una batería de 6 V. Si un cable une la batería a una bombilla, a la siguiente bombilla, a la siguiente bombilla, a la siguiente bombilla, y luego a la batería, en un bucle continuo, se dice que las bombillas están en serie. Si cada bombilla está conectada a la batería en un bucle separado, se dice que las bombillas están en paralelo.
Si las cuatro bombillas están conectadas en serie, existe el mismo amperaje en todas ellas, y la caída de voltaje es de 1,5 V en cada bombilla, lo que puede no ser suficiente para hacerlas brillar.
Si las bombillas están conectadas en paralelo, las corrientes a través de las bombillas se combinan para formar la corriente en la batería, mientras que la caída de voltaje es a través de cada bombilla y todas brillan.
En un circuito en serie, cada dispositivo debe funcionar para que el circuito se complete. Una bombilla que se quema en un circuito en serie rompe el circuito. En los circuitos paralelos, cada bombilla tiene su propio circuito, por lo que todas las bombillas, excepto una, podrían apagarse y la última seguirá funcionando.

## Circuitos de serie
Los circuitos en serie a veces se denominan acoplados por corriente o acoplados en cadena. La corriente en un circuito en serie atraviesa todos los componentes del circuito. Por lo tanto, todos los componentes en una conexión en serie llevan la misma corriente. (Todos los receptores utilizan el mismo generador eléctrico). Que los diferencia de los demás. 
La característica principal de un circuito en serie es que solo tiene una ruta en la que su corriente puede fluir. Abrir o romper un circuito en serie en cualquier punto hace que todo el circuito se "abra" o deje de funcionar. Por ejemplo, si incluso una de las bombillas de una cadena de luces de árboles de Navidad de estilo más antiguo se apaga o se quita, la cadena entera deja de funcionar hasta que se reemplaza la bombilla.

### Corriente
{\displaystyle I=I_{1}=I_{2}=\cdots =I_{n}}
En los circuitos en serie, la corriente es la misma para todos los elementos.
si tres baterías están conectadas en serie y tienen distinta intensidad, ¿que se hace?

### Resistencias
La resistencia total de las resistencias en serie es igual a la suma de sus resistencias individuales:
{\displaystyle R_{\text{total}}=R_{\text{s}}=R_{1}+R_{2}+\cdots +R_{n}}
Rs=>Resistencia en serie
La conductancia eléctrica presenta una cantidad recíproca de resistencia. La conductancia total de una serie de circuitos de resistencias puras, por lo tanto, se puede calcular a partir de la siguiente expresión:
{\displaystyle {\frac {1}{G_{\mathrm {total} }}}={\frac {1}{G_{1}}}+{\frac {1}{G_{2}}}+\cdots +{\frac {1}{G_{n}}}}
Para un caso especial de dos resistencias en serie, la conductancia total es igual a:

### Inductores
Los inductores siguen la misma ley, ya que la inductancia total de los inductores no acoplados en serie es igual a la suma de sus inductancias individuales:
{\displaystyle L_{\mathrm {total} }=L_{1}+L_{2}+\cdots +L_{n}}
Sin embargo, en algunas situaciones, es difícil evitar que los inductores adyacentes se influyan entre sí, ya que el campo magnético de un dispositivo se acopla con los devanados de sus vecinos. Esta influencia está definida por la inductancia mutua M. Por ejemplo, si dos inductores están en serie, hay dos inductancias equivalentes posibles dependiendo de cómo los campos magnéticos de ambos inductores se influyen entre sí.
Cuando hay más de dos inductores, la inductancia mutua entre cada uno de ellos y la forma en que las bobinas se influyen entre sí complica el cálculo. Para un número mayor de bobinas, la inductancia combinada total se da por la suma de todas las inductancias mutuas entre las diversas bobinas, incluida la inductancia mutua de cada bobina dada consigo misma, que denominamos autoinducción o simplemente inductancia. Para tres bobinas, hay seis inductancias mutuas M12, M13, M23 y M21, M31 y M32 También están las tres autoinducciones de las tres bobinas: M1, M22 yM33.
Por lo tanto

{\displaystyle L_{\mathrm {total} }=(M_{11}+M_{22}+M_{33})+(M_{12}+M_{13}+M_{23})+(M_{21}+M_{31}+M_{32})}
Por reciprocidad {\displaystyle M_{ij}}= {\displaystyle M_{ij}} para que los dos últimos grupos se puedan combinar. Los tres primeros términos representan la suma de las autoinducciones de las distintas bobinas. La fórmula se extiende fácilmente a cualquier número de bobinas en serie con acoplamiento mutuo. El método se puede usar para encontrar la autoinducción de grandes bobinas de alambre de cualquier forma de sección transversal al calcular la suma de la inductancia mutua de cada vuelta de alambre en la bobina con cada otra vuelta ya que en tal bobina todas las vueltas son en serie.↵

### Condensadores
Los condensadores siguen la misma ley usando los recíprocos. La capacitancia total de los capacitores en serie es igual al recíproco de la suma de los recíprocos de sus capacitancias individuales::
{\displaystyle {\frac {1}{C_{\mathrm {total} }}}={\frac {1}{C_{1}}}+{\frac {1}{C_{2}}}+\cdots +{\frac {1}{C_{n}}}}

### Interruptores
Dos o más interruptores en serie forman un AND lógico; el circuito solo transporta corriente si todos los interruptores están cerrados.

### Celdas y baterías
Una batería es una colección de celdas electrolíticas. Si las celdas están conectadas en serie, el voltaje de la batería será la suma de los voltajes de las celdas. Por ejemplo, una batería de automóvil de 12 voltios contiene seis celdas de 2 voltios conectadas en serie. Algunos vehículos, como camiones, tienen dos baterías de 12 voltios en serie para alimentar el sistema de 24 voltios.

### Voltaje
En un circuito en serie, el voltaje es la suma de todos los voltajes en los componentes.

## Circuitos paralelos
Si dos o más componentes están conectados en paralelo, tienen la misma diferencia de potencial (voltaje) en sus extremos. Las diferencias de potencial entre los componentes son iguales en magnitud y también tienen polaridades idénticas. La misma tensión se aplica a todos los componentes del circuito conectados en paralelo. La corriente total es la suma de las corrientes a través de los componentes individuales, de acuerdo con la ley actual de Kirchhoff.

### Voltaje
En un circuito paralelo, la tensión es la misma para todos los elementos.
{\displaystyle V=V_{1}=V_{2}=\ldots =V_{n}}

### Corriente
{\displaystyle I_{\mathrm {total} }=I_{1}+I_{2}+\cdots +I_{n}={\frac {V}{R_{1}}}+{\frac {V}{R_{2}}}+\cdots +{\frac {V}{R_{n}}}=V\left({\frac {1}{R_{1}}}+{\frac {1}{R_{2}}}+\cdots +{\frac {1}{R_{n}}}\right)}

### Resistencias
Para encontrar la resistencia total de todos los componentes, agregue los recíprocos de las resistencias Ri de cada componente y tome el recíproco de la suma. La resistencia total siempre será menor que el valor de la resistencia más pequeña:
{\displaystyle {\frac {1}{R_{\mathrm {total} }}}={\frac {1}{R_{1}}}+{\frac {1}{R_{2}}}+\cdots +{\frac {1}{R_{n}}}}
Para solo dos resistencias, la expresión no correspondida es razonablemente simple:
Esto a veces va por el producto mnemotécnico sobre la suma.
Para N resistencias iguales en paralelo, la expresión de suma recíproca se simplifica a:
{\displaystyle {\frac {1}{R_{\mathrm {total} }}}=N{\frac {1}{R}}}
y por lo tanto a
{\displaystyle R_{\mathrm {total} }={\frac {R}{N}}}
Para encontrar la corriente en un componente con resistencia Ri, use la ley de Ohm nuevamente:
{\displaystyle I_{i}={\frac {V}{R_{i}}}\,}
Los componentes dividen la corriente según sus resistencias recíprocas, por lo que, en el caso de dos resistencias
{\displaystyle {\frac {I_{1}}{I_{2}}}={\frac {R_{2}}{R_{1}}}}
Un término antiguo para dispositivos conectados en paralelo es múltiple, como conexiones múltiples para lámparas de arco.
Dado que la conductancia eléctrica G es recíproca a la resistencia, la expresión para la conductancia total de un circuito paralelo de resistencias dice
{\displaystyle G_{\mathrm {total} }=G_{1}+G_{2}+\cdots +G_{n}}
Las relaciones para conductancia total y resistencia están en una relación complementaria: la expresión para una conexión en serie de resistencias es la misma que para la conexión paralela de conductancias, y viceversa.

### Inductores
Los inductores siguen la misma ley, ya que la inductancia total de inductores no acoplados en paralelo es igual a la recíproca de la suma de los recíprocos de sus inductancias individuales:
{\displaystyle {\frac {1}{L_{\mathrm {total} }}}={\frac {1}{L_{1}}}+{\frac {1}{L_{2}}}+\cdots +{\frac {1}{L_{n}}}}
Si los inductores están situados en los campos magnéticos de cada uno, este enfoque no es válido debido a la inductancia mutua. Si la inductancia mutua entre dos bobinas en paralelo es M, el inductor equivalente es:
{\displaystyle {\frac {1}{L_{\mathrm {total} }}}={\frac {L_{1}+L_{2}-2M}{L_{1}L_{2}-M^{2}}}}
Si
{\displaystyle L_{1}=L_{2}}
{\displaystyle L_{\text{total}}={\frac {L+M}{2}}}
El signo de M depende de cómo los campos magnéticos se influyen entre sí. Para dos bobinas iguales acopladas estrechamente, la inductancia total es cercana a la de cada bobina individual. Si la polaridad de una bobina se invierte para que M sea negativa, entonces la inductancia paralela es casi cero o la combinación es casi no inductiva. Se asume que en el caso "estrechamente acoplado", M es casi igual a L. Sin embargo, si las inductancias no son iguales y las bobinas están estrechamente acopladas, puede haber condiciones cercanas al cortocircuito y altas corrientes de circulación para valores positivos y negativos de M, lo que puede causar problemas.
Más de tres inductores se vuelven más complejos y se debe considerar la inductancia mutua de cada inductor entre sí y su influencia sobre el otro. Para tres bobinas, hay tres inductancias mutuas M12, M13 y M23 Esto se maneja mejor mediante métodos matriciales y sumando los términos del inverso de la matriz L (3 por 3 en este caso).
Las ecuaciones pertinentes son de la forma:            
{\displaystyle v_{i}=\sum _{j}L_{i,j}{\frac {di_{j}}{dt}}}

### Capacitores
La capacitancia total de los capacitores en paralelo es igual a la suma de sus capacitancias individuales:
{\displaystyle C_{\mathrm {total} }=C_{1}+C_{2}+\cdots +C_{n}}
El voltaje de trabajo de una combinación paralela de capacitores siempre está limitado por el voltaje de trabajo más pequeño de un capacitor individual.

### Interruptores
Dos o más interruptores en paralelo forman un OR lógico; el circuito transporta corriente si al menos un interruptor está cerrado. Ver puerta OR.

### Celdas y baterías
Si las celdas de una batería están conectadas en paralelo, el voltaje de la batería será el mismo que el voltaje de la celda, pero la corriente suministrada por cada celda será una fracción de la corriente total. Por ejemplo, si una batería comprende cuatro celdas idénticas conectadas en paralelo y entrega una corriente de 1 amperio, la corriente suministrada por cada celda será de 0.25 amperios. Las baterías conectadas en paralelo fueron ampliamente utilizadas para alimentar los filamentos de las válvulas en radios portátiles. Las baterías recargables de ion de litio (especialmente las baterías de los portátiles) a menudo se conectan en paralelo para aumentar la clasificación de amperios / hora. Algunos sistemas solares eléctricos tienen baterías en paralelo para aumentar la capacidad de almacenamiento; una aproximación cercana de las amp-horas totales es la suma de todas las amp-horas de baterías en paralelo.

## Combinando conductancias
De las leyes de circuito de Kirchhoff  podemos deducir las reglas para combinar conductancias. Para dos conductancias G1 y G2  en paralelo, el voltaje a través de ellos es el mismo y de la ley actual de Kirchhoff (KCL) la corriente total es
Sustituyendo la ley de Ohm por conductancias da
{\displaystyle G_{\text{eq}}V=G_{1}V+G_{2}V\ \,}
y la conductancia equivalente será,
Para dos conductancias G1 y G2  en serie, la corriente a través de ellos será la misma y la Ley de Voltaje de Kirchhoff nos dice que el voltaje a través de ellos es la suma de los voltajes a través de cada conductancia, es decir,
Sustituyendo la ley de Ohm por conductancia entonces da,
{\displaystyle {\frac {I}{G_{\text{eq}}}}={\frac {I}{G_{1}}}+{\frac {I}{G_{2}}}}
que a su vez da la fórmula para la conductancia equivalente,
Esta ecuación se puede reorganizar ligeramente, aunque este es un caso especial que solo se reorganizará de esta manera para dos componentes.

## Notación
El valor de dos componentes en paralelo a menudo se representa en ecuaciones mediante dos líneas verticales, ∥, tomando prestada la notación de líneas paralelas de la geometría.
{\displaystyle R_{\mathrm {eq} }\equiv R_{1}\|R_{2}\equiv \left(R_{1}^{-1}+R_{2}^{-1}\right)^{-1}\equiv {\frac {R_{1}R_{2}}{R_{1}+R_{2}}}}
Esto simplifica las expresiones que de otro modo se complicarían con la expansión de los términos. Por ejemplo:
{\displaystyle R_{1}\|R_{2}\|R_{3}\equiv {\frac {R_{1}R_{2}R_{3}}{R_{1}R_{2}+R_{1}R_{3}+R_{2}R_{3}}}}

## Aplicaciones
Una aplicación común del circuito en serie en la electrónica de consumo es en las baterías, donde se utilizan varias celdas conectadas en serie para obtener un voltaje de operación conveniente. Dos celdas de zinc desechables en serie podrían alimentar una linterna o un control remoto a 3 voltios; El paquete de baterías para una herramienta eléctrica de mano podría contener una docena de celdas de iones de litio conectadas en serie para proporcionar 48 voltios. 
Los circuitos en serie se utilizaron anteriormente para la iluminación en trenes eléctricos de unidades múltiples. Por ejemplo, si la tensión de alimentación era de 600 voltios, podría haber ocho bombillas de 70 voltios en serie (un total de 560 voltios) más una resistencia para reducir los 40 voltios restantes. Los circuitos en serie para la iluminación de trenes fueron reemplazados, primero por los generadores de motor, luego por los dispositivos de estado sólido.
La resistencia en serie también se puede aplicar a la disposición de los vasos sanguíneos dentro de un órgano determinado. Cada órgano es suministrado por una arteria grande, arterias más pequeñas, arteriolas, capilares y venas dispuestas en serie. La resistencia total es la suma de las resistencias individuales, según lo expresado por la siguiente ecuación: Rtotal = R arteria + R arteriolas + R capilaries. La mayor proporción de resistencia en esta serie es aportada por las arteriolas..
La resistencia paralela es ilustrada por el sistema circulatorio. Cada órgano es suministrado por una arteria que se ramifica desde la aorta. La resistencia total de esta disposición en paralelo se expresa mediante la siguiente ecuación: 1 / Rtotal = 1 / Ra + 1 / Rb + ... 1 / Rn. Ra, Rb y Rn son las resistencias de las arterias renal, hepática y otras, respectivamente. La resistencia total es menor que la resistencia de cualquiera de las arterias individuales.